# Witków (Czarny Bór)
Witków (deutsch Wittgendorf) ist ein Dorf im Powiat Wałbrzyski in der Woiwodschaft Niederschlesien in Polen. Es liegt drei Kilometer nördlich von Czarny Bór, zu dessen Landgemeinde es gehört.

## Geographie
Witków liegt im Nordwesten des Waldenburger Berglandes. Nachbarorte sind Struga und Lubomin im Nordosten, Jabłów und Gorce im Südosten, Kamienna Góra im Südwesten und Jaczków (Hartmannsdorf) im Westen.

## Geschichte

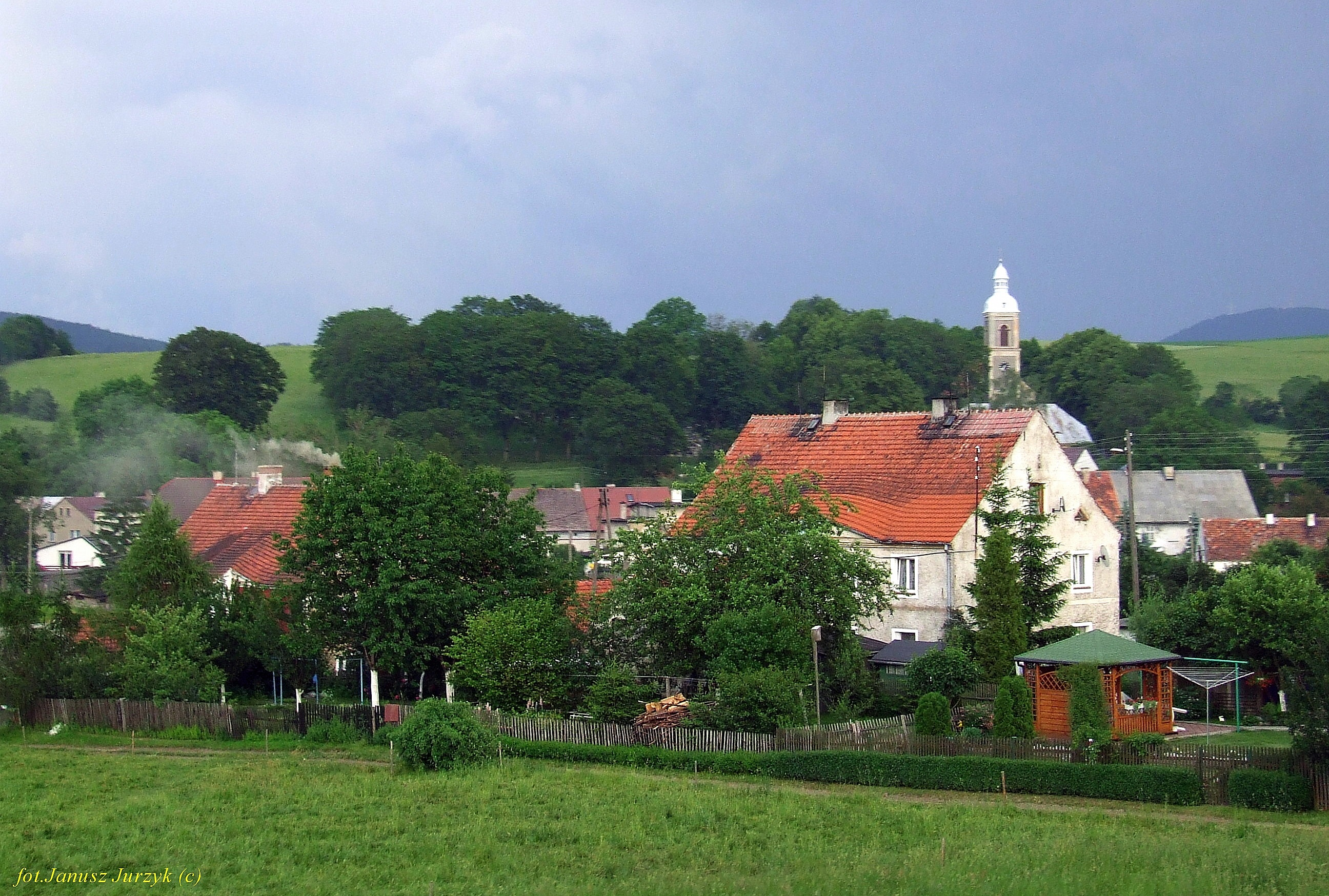
Blick übers Dorf

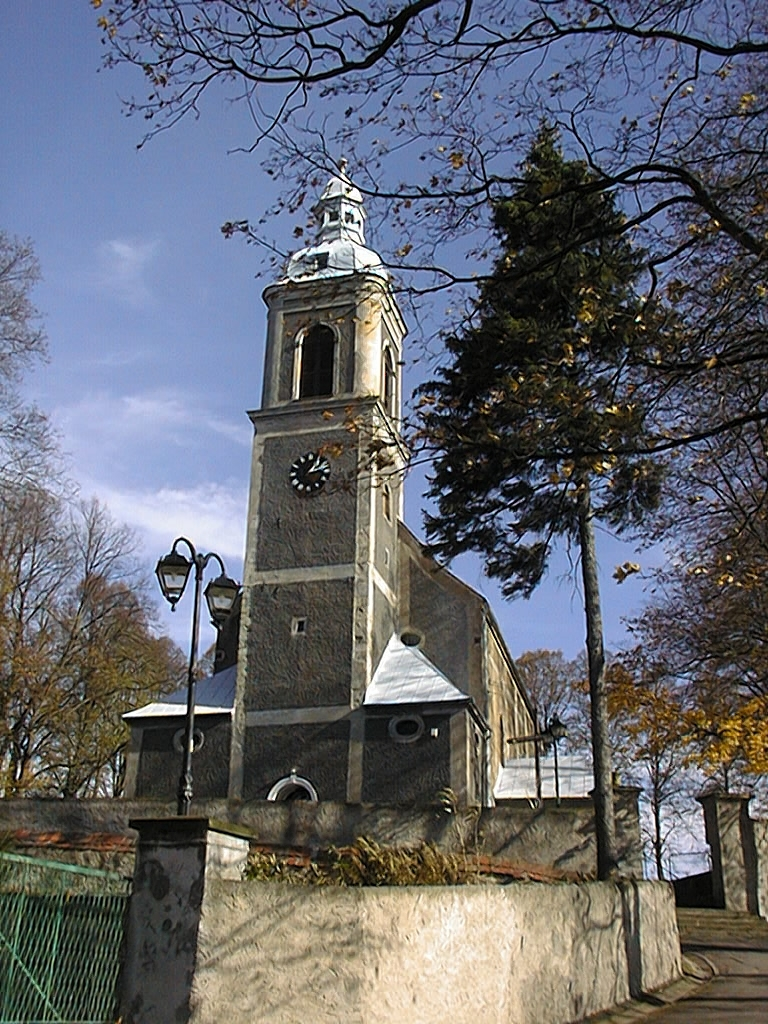
Katholische Pfarrkirche „Mariä Heimsuchung“

Wittgendorf gehörte zum Herzogtum Schweidnitz und war im 14. Jahrhundert Heiratsgut der Agnes, die mit Johann von Seydlitz verheiratet war. Er verkaufte „Wittichendorf“ 1376 mit Zustimmung seiner Gattin zusammen mit der Scholtisei, dem Kretscham, dem Gericht und einer Mühle sowie allen Diensten und Zinsen an das Kloster Grüssau. Zusammen mit dem Herzogtum Schweidnitz fiel es nach dem Tod des Herzogs Bolko II. 1368 erbrechtlich an Böhmen, wobei dessen Witwe Agnes von Habsburg bis zu ihrem Tod 1392 ein Nießbrauch zustand. Zur Bestreitung der Türkensteuer mussten 1547 unter Abt Johannes V. Wittgendorf sowie die Dörfer Reichenau, Neureichenau und Quolsdorf an Hans von Schaffgotsch verpfändet werden. 1571 kamen die Dorfschaften wiederum in Klosterbesitz.
Nach dem Ersten Schlesischen Krieg 1742 fiel Wittgendorf zusammen mit Schlesien an Preußen. 1810 wurde das Klostergut säkularisiert. Nach der Neugliederung Preußens gehörte es seit 1815 zur Provinz Schlesien und war ab 1816 dem Landkreis Landeshut eingegliedert, mit dem es bis 1945 verbunden blieb. 1867 erhielt Wittgendorf Eisenbahnanschluss an die Schlesische Gebirgsbahn. Seit 1874 war die Landgemeinde Wittgendorf Sitz des gleichnamigen Amtsbezirks, zu dem auch die Landgemeinden Forst, Hartau grüssauisch und Wittgendorf sowie der Gutsbezirk Wittgendorf gehörten. 1939 wurde die Landgemeinde Wittgendorf dem Amtsbezirk Hartmannsdorf zugeschlagen. In diesem Jahr lebten 1372 Menschen in Wittgendorf.
Als Folge des Zweiten Weltkriegs fiel Wittgendorf 1945 wie fast ganz Schlesien an Polen und wurde in Witków umbenannt. Die deutsche Bevölkerung wurde vertrieben. Die neuen Bewohner waren zum Teil Heimatvertriebene aus Ostpolen. 1975–1998 gehörte Witków zur Woiwodschaft Wałbrzych (deutsch Waldenburg).

## Sehenswürdigkeiten
- Die katholische Pfarrkirche „Mariä Heimsuchung“ (Kościół parafialny Zwiastowania NMP) wurde erstmals 1376 erwähnt. 1693 brannte sie nach einem Blitzschlag nieder. 1706–1710 erfolgte unter Abt Dominicus Geyer der Wiederaufbau im Stil des Barock.[1]

## Persönlichkeiten
- Johannes Ambrosius Taube (1778–1823), Fürstbischöflicher Delegat für Brandenburg und Pommern sowie Propst der St.-Hedwigs-Kathedrale in Berlin.